# Баїшевська сільська рада
Баї́шевська сільська рада (рос. Баишевский сельский совет) — муніципальне утворення у складі Зіанчуринського району Башкортостану, Росія. Адміністративний центр — присілок Баїшево.

## Населення
Населення — 1116 осіб (2019, 1266 в 2010, 1529 в 2002).

## Склад
До складу поселення входять такі пункти:
| Населений пункт             | Населення, осіб (2002) | Населення, осіб (2010) |
| --------------------------- | ---------------------- | ---------------------- |
| Агурда, присілок            | 116                    | 89                     |
| Акдавлетово, присілок       | 115                    | 84                     |
| Баїшево, присілок           | 518                    | 431                    |
| Біштіряк, присілок          | 221                    | 197                    |
| Ільмаля, присілок           | 223                    | 205                    |
| Новокасмартський, присілок  | 10                     | 6                      |
| Новомихайловський, присілок | 24                     | 11                     |
| Сагітово, присілок          | 302                    | 243                    |